# Conyza burkartii
Conyza burkartii là một loài thực vật có hoa trong họ Cúc. Loài này được Zardini mô tả khoa học đầu tiên năm 1976.